# ザ・トライブ
『ザ・トライブ（ウクライナ語: Плем'я、ラテン文字転写：Plemya）』は、2014年製作のウクライナ映画。ミロスラヴ・スラボシュピツキーが長編映画初監督・脚本を務めた作品。この作品は全編をウクライナ手話で製作されており、字幕もなし。第67回カンヌ国際映画祭にて国際批評家週間セクションで上映され、グランプリを獲得。
日本ではR18+指定作品とされている。

## 概要
ろうあ者（耳に障害を持ちその影響で話すのが困難な人）の少年少女が暮らす寄宿学校に1人の転校生が訪れ、不良グループと関わる内に徐々に窃盗や売春などの悪に染まって行くドラマ。グレゴリー・フェセンコ、ヤナ・ノヴィコァヴァ等が出演。2014年第67回カンヌ国際映画祭において批評家週間グランプリを受賞し、その他海外の映画祭でも30以上の賞を受賞している。
本作の冒頭テロップで「この映画の言語は手話である 字幕や吹き替えは存在しない」と表記されている。ちなみに本作には発語によるセリフやBGMはないが生活音や登場人物の息遣いなどはあり、サイレント映画とは異なる。登場人物全員がろうあ者で、会話は全編手話で行われている。また、主役のグレゴリー・フェセンコを含めて全ての出演者には、プロの俳優ではないろうあ者を起用している。

## ストーリー
ウクライナの聴覚障害のある少年少女が数十人暮らす寄宿学校に、1人のろう者の少年・セルゲイが転入してきた。その寄宿学校では、真面目な生徒たちに混じってトライブという不良グループが存在し、寄宿舎では不良生徒たちが他の生徒たちを脅しと暴力で支配していた。新参者のセルゲイはルームメイトの不良たちから早速いびられるが、後日ある男子生徒との勝負に勝ったことで意図せず彼らの下っ端として仲間に入れられてしまう。
トライブの不良たちと関わるようになったセルゲイは彼らに従った方が利口と考え、それ以来仲間と共に一般人から金品を盗むなど悪事をはたらくようになる。そんな中トライブの不良女子・アナともう一人の少女の売春に付き添い、男性客たちとの交渉役をしていた男子生徒が事故に遭い、後任としてセルゲイが選ばれる。トライブの仲間から認められるセルゲイだったが仕事でアナと過ごす内に彼女に恋心を抱いたことで、ある日トラブルを起こしてしまう。

## キャスト
- セルゲイ - グレゴリー・フェセンコ
- アナ - ヤナ・ノヴィコァヴァ
- ロザ・バビィ
- オレクサンダー・ドジャデヴィチ
- ヤロスラヴ・ビレツキー
- イワン・ ティシコ
- オレクサンダー・オサドッチイ
- オレクサンダー・ シデリニコフ
- サシャ・ルサコフ
- デニス・グルバ
- ダニア・ブコビイ
- レニア・ピサネンコ
- オレクサンダー・パニヴァン
- キリル・コシク
- マリナ・パニヴァン
- タティアナ・ラドチェンコ
- リュドミラ・ルデンコ

## スタッフ
- 監督 - ミロスラヴ・スラボシュピツキー
- 脚本 - ミロスラヴ・スラボシュピツキー
- プロデューサー - ヴァレンチン・ヴァシャノヴィチ、イヤ・ミスリツカ
- 撮影 - ヴァレンチン・ヴァシャノヴィチ
- 編集 - ヴァレンチン・ヴァシャノヴィチ
- クリエイティブ・プロデューサー - エレナ・スラボシュピツキー